# Cynanchum
Genre
Classification APG II (2003)
Cynanchum est un genre de plantes de la famille des asclépiadacées selon la classification classique de Cronquist (1981) et comprenant environ 300 espèces. L'étymologie vient de Kynos, le chien et enkhéin , s'étouffer. Cela fait référence à ses propriétés toxiques. La plupart des espèces sont des plantes succulentes, grimpantes et volubiles (lianes). Certaines espèces sont cultivées comme plantes ornementales.

## Étymologie
Le nom générique « Cynanchum » est un terme latin, cynánchum, -i, dérivé du grec ancien  κύναγχον, (kýnanchon), formé des racines grecques κυνο- (kyno), « chien » et ἄγχω (ánkhō), « étrangler, étouffer ». Selon Dioscoride, ce terme est un autre nom pour désigner une plante, l'ἀπόκυνον (apókynon, apocynum) dont les feuilles « malaxées avec de la graisse et données à manger aux chiens, aux panthères, aux loups, aux renards, les tuent ».

## Espèces

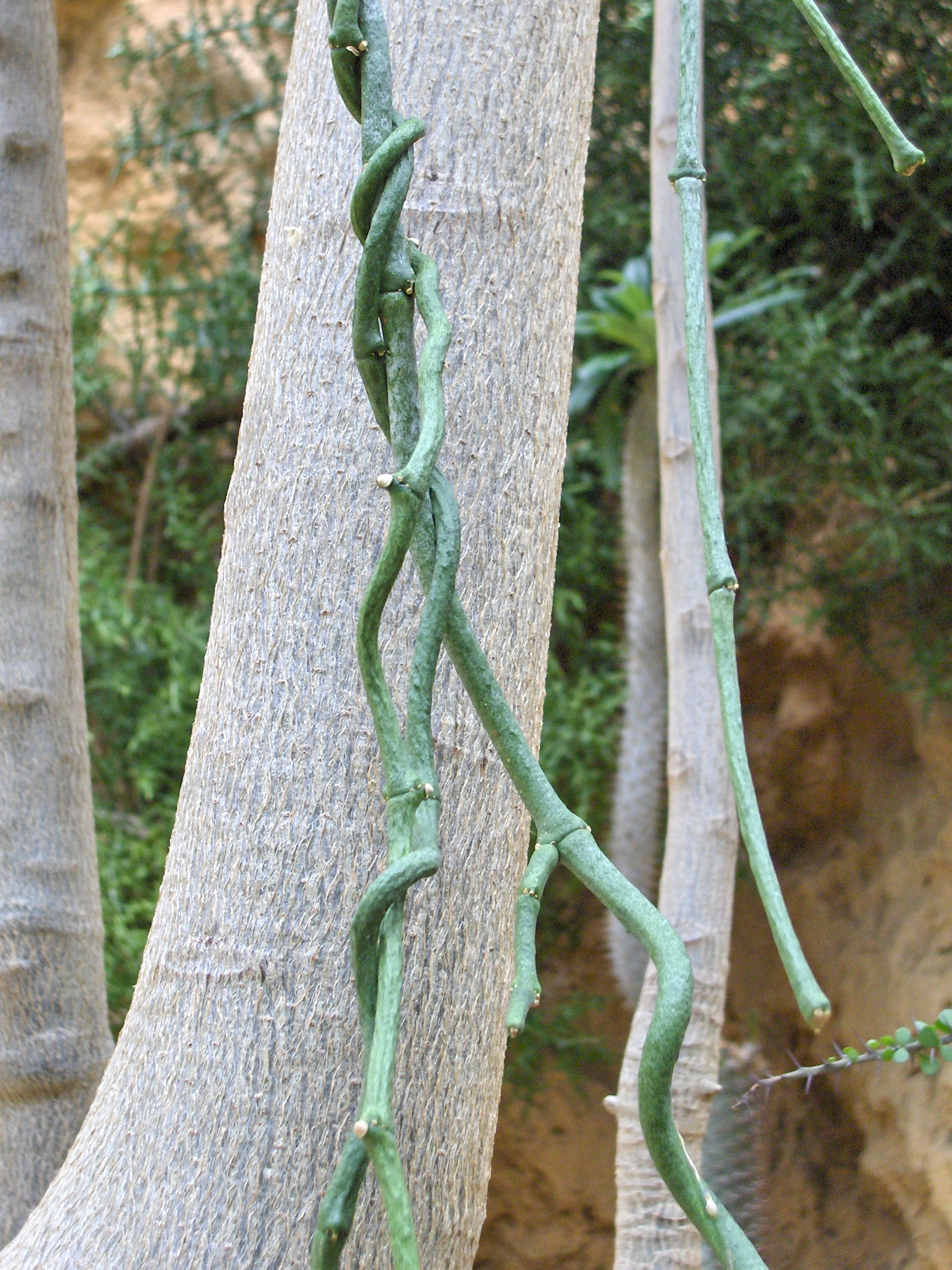
Cynanchum acutum, la Scammonée de Montpellier, est la seule espèce sauvage présente en France. On la trouve en milieu littoral, sablonneux (Méditerranée).
- Cynanchum aphyllum
- Cynanchum austrokiusanum
- Cynanchum callialatum
- Cynanchum glomeratum (inflorescences denses capitées, couronne haute de 1,8 à 2 mm) endémique de l'île Maurice.
- Cynanchum guehoi (inflorescences denses capitées, couronne haute de 1,5 mm environ, à lobes largement triangulaires, hauts de 0,2 à 0,3 mm, sommet des lobes épaissi et un peu crochu du côté interne), endémique des îles Rodrigues.
- Cynanchum mauritianum que l'on trouve à Madagascar et à La Réunion.
- Cynanchum scopulosum (inflorescenes fasciculées lâches, couronne haute de 2,5 à 3 mm) endémique de l'île Maurice à Coin de Mire.
- Cynanchum staubii[3], endémique de l'île Maurice.
- Cynanchum vinimale, endémique de la Réunion.

## Répartition
Le genre Cynanchum est répandu en régions tropicales et subtropicales, et parfois tempérées. En France, Cynanchum acutum est notamment présente dans l'ouest de l'Hérault sur la commune de Vendres, près de l'embouchure de l'Aude et, de l'autre côté de ce fleuve, aux Cabanes de Fleury. Elle a été recherchée par le Monarque africain, Danaus chrysippus, en migration.